# Frans Tuohimaa
Frans Tuohimaa (Helsinque, 19 de agosto de 1991) é um jogador de hóquei no gelo finlandês. Atualmente joga pelo HC Neftekhimik Nizhnekamsk da Kontinental Hockey League (KHL).
Tuohimaa estava jogando com Jokerit na então finlandesa SM-liiga antes de ser selecionado pelo Edmonton Oilers na 7ª rodada (182º geral) do Draft de Entrada da NHL de 2011. Nos Jogos Olímpicos de Inverno de 2022 em Pequim, conquistou a medalha de ouro no torneio masculino.